# Комплект мостостроительных средств
Комплект мостостроительных средств (КМС) предназначен для строительства низководных мостов.

## Техническое описание
В комплект мостостроительных средств включены сваебойно-обстроечный паром, паром с домкратами на двух лодках ДЛ-10 и вспомогательная лодка ДЛ-10.
Сваебойно-обстроечный паром смонтирован на четырёх понтонах, которые соединены друг с другом телескопическими фермами. Паром оборудован сваебойным оборудованием: двумя спаренными копрами и четырьмя сваебойными дизель-молотами, которые могу вести забивку четырёх свай одновременно.
Паром с домкратами смонтирован на двух лодках ДЛ-10, которые соединены друг с другом телескопическими прогонами. Предназначение парома заключается в строительстве мостов на рамных опорах, а также в укладке пролётных строений на свайные опоры. Паром буксируют два подвесных мотора.
Вспомогательная лодка ДЛ-10 оснащена подвесным мотором. Её функция заключается в доставке по воде элементов свайных опор и перевозке личного состава обслуживающих расчётов.
Комплект КМС в отличие от КМС-Э перевозился на 5 автомобилях (КМС-Э на четырёх). Обстроечная часть парома перевозилась на двух автомобилях и состояла также как и сваебойная часть из двух носовых понтонов парка ТПП.

### Технические характеристики
- количество возводимых опор, С-образный паром — 4-5 шт/ч;
- количество возводимых опор, П-образный паром — 3-4 шт/ч;
- количество возводимых опор, О-образный паром — 3-4 шт/ч;
- время развёртывания сваебойно-обстроечного парома — 15-20 мин;
- время сборки вспомогательной лодки ДЛ-10 — 4 мин;
- расчёт сваебойно-обстроечного парома — 15 чел;
- расчёт парома с домкратами — 6 чел;
- расчёт вспомогательной лодки — 4 чел;
- пролёт моста, С-образного парома — 2,5-5 м;
- пролёт моста, П-образного парома — 3,45-5,95 м;
- пролёт моста, О-образного парома — 6,3-8,8 м;
- расстояние между осями свай в опоре — 1,2-1,76-1,2 м;
- предельная длина забиваемых свай (без наращивания) — 5 м;
- допустимая поверхностная скорость течения — 2 м/с;
- количество и тип дизель-молотов — 4 ДМ-150;
- грузоподъёмность копровой лебёдки — 0,5 т;
- производительность — 15 пог.м/ч.
- время развёртывания парома с домкратами — 10-12 мин;
- грузоподъёмность парома с домкратами — 4 т;
- высота подъёма парома с домкратами — 1,35-1,55 м.

Расчёт на участок строительства моста: 2 офицера, 6 сержантов, 39 солдат.